# Got to Get
A Got to Get It a svéd popduó  Rob N Raz és Leila K énekesnő közös dala, 1989-ből. A dal 1989-ben nagy siker volt Európában, és a 8. helyig jutott az angol kislemez listán, valamint az amerikai Billboard Hot 100-as listára is felkerült, a hol a 49. helyen végzett. Az ausztrál ARIA kislemezlistán a dal az 57. helyen landolt, és 20 hétig volt helyezett.

## Megjelenések
7" Európa  Arista 112 696
- Got To Get - 3:45
- Got To Get (Hitman's Home Mix) - 5:25

12" Egyesült Királyság  Arista 612 696
- Got To Get (Extended Mix)- 4:26
- Got To Get (Motor City Mix)- 5:20
- Got To Get (Hitman's Home Mix)- 5:25

12" remixes Svédország  Telegram TM-10X
- Got To Get (Stone's Nordik Swing Theory)- 4:40

Remix – StoneBridge
- Got To Get (Nordik Beat Mix) - 5:30

Remix – Mopz Below
- Got To Get (DD's Busy Mix)- 4:40

Remix – The Real Dynamic Duo
- Got To Get (Original Rob 'n' Raz Radio Edit) - 4:30